# Mniszka kapturowa
Mniszka kapturowa (Lonchura malacca) – gatunek małego ptaka z rodziny astryldowatych (Estrildidae). Podgatunek nominatywny zamieszkuje Indie i Sri Lankę. Został introdukowany na Hawajach, Haiti, Jamajce, w Japonii, Portugalii, Puerto Rico, Kolumbii i Wenezueli. Nazywany jest także mniszką trójbarwną, ze względu na występowanie w jego ubarwieniu trzech kolorów.

## Systematyka
Systematyka gatunku jest kwestią sporną. Część systematyków (np. Międzynarodowy Komitet Ornitologiczny) wydziela wszystkie podgatunki L. malacca, oprócz nominatywnego (L. m. malacca), w dwa odrębne gatunki:
- mniszka czarnogłowa[4] (L. atricapilla) – od Indii do Indonezji, Filipiny
- mniszka czarnogardła[4] (L. ferruginosa) – Jawa, Bali

## Morfologia
UbarwienieGardło, głowa, pokrywy podogonowe oraz brzuch są czarne, skrzydła i ogon brązowe, a reszta – biała.
Wymiary
- długość: 11–12 cm[2]
- masa ciała: 9,8–14,4 g[2]

## Ekologia i zachowanie
BiotopGęsto zarośnięte tereny ze źródłem wody.
ZachowanieJedynym przejawem dymorfizmu płciowego jest głos (charakterystyczny śpiew samca).
LęgiBudują kuliste gniazda, najczęściej spotykane na wysokości ok. jednego metra. Mniszki kapturowe znoszą od czterech do ośmiu jaj, wysiadywanych zarówno przez samca jak i samicę. Pisklęta wykluwają się po dwóch tygodniach, są różowe i porośnięte puchem. Po dziesięciu dniach ich skóra wyraźnie ciemnieje. Po czterech tygodniach od wyklucia opuszczają gniazdo i są dokarmiane jeszcze przez ok. dwa tygodnie. Po tym czasie przyłączają się do stada.

## Status
Międzynarodowa Unia Ochrony Przyrody (IUCN) uznaje mniszkę kapturową za gatunek najmniejszej troski (LC, least concern) nieprzerwanie od 2000 roku. Całkowita liczebność populacji nie została oszacowana, ale ptak opisywany jest jako lokalnie pospolity. Trend liczebności populacji uznaje się za stabilny.